# Alphonse Laurencic
Alphonse Laurencic, conegut en castellà com a Alfonso Laurencic (Enghien-les-Bains, 2 de juliol de 1902-Barcelona, 9 de juliol de 1939), de nacionalitat iugoslava, va ser un dibuixant, decorador, músic, col·laborador i espia de l'SIM (Servei d'Informació Militar, nom de l'agència d'intel·ligència i del servei de seguretat de la Segona República Espanyola) durant la Guerra Civil Espanyola, així com autor i dissenyador de les cel·les de tortura psicotècniques situades a les txeques de Barcelona.

## Biografia
Alphonse Laurencic va néixer a França el 1902, fill d'un matrimoni austrohongarès: Jules (castellanitzat, Julio) Laurencic i Melitta Jahn. Jules va desenvolupar al llarg de la seva vida una notable carrera com a editor, primer a Hongria i Alemanya fins que, el 1900, es va traslladar amb Melitta a París. Es va instal·lar a Enghien-les-Bains, a pocs quilòmetres de la capital, població apreciada com un lloc molt elegant des que la princesa Matilde Bonaparte la va posar de moda durant el Segon Imperi. A França, Jules va prosseguir amb enorme èxit i prestigi el seu treball com a editor i periodista, així com fundador de la Revue International. Després d'uns anys a París, es va traslladar a Niça on el 1907 naixia Eugenio (castellanitzat), el seu segon fill.
Per la seva feina, el pare d'Alphonse viatjava constantment a Europa i als Estats Units, ja que les seves publicacions eren requerides a escala internacional. Aquest fet va possibilitar que la família gaudís d'un nivell de vida en un ambient refinat, cosmopolita i viatger. Van ser catorze anys pròspers fins al 28 de juliol de 1914, data de l'inici de la Primera Guerra Mundial, conflicte que va obligar Jules, que era austrohongarès, a deixar França amb la seva família. Així va arribar a Espanya Alphonse Laurencic que en aquell moment acabava de complir els dotze anys. La primera destinació triada pel seu pare va ser Sant Sebastià, ciutat en la qual aviat va fundar la revista social, turística i cultural Las maravillas de España en la qual eren freqüents els reportatges dedicats a la Casa Reial. El 1916 la família es va traslladar a Barcelona on Jules Laurencic va continuar les seves publicacions amb tal èxit que, el 1918, Alfons XIII el va nomenar cavaller de l'Orde d'Isabel la Catòlica. El benestar va continuar per a tota la família, si bé Alphonse començava a donar senyals del seu tarannà. Mentre el seu germà Eugenio triava l'esquí com a esport, Alphonse boxejava. Fins i tot tenint en compte que en aquells anys la boxa era un esport que, al costat de l'esgrima, es practicava en els gimnasos més elitistes, Alphonse el va portar al límit i no només es va conformar amb practicar-lo com a entreteniment, sinó que va participar en combats que el van dur a enfrontar-se el 1920 amb Blind (sobrenom d'Emilio Gil), boxador que va aconseguir el títol de campió d'Espanya de pes lleuger.
El 1921, amb dinou anys, sense l'autorització dels seus progenitors, Alphonse es va allistar en el Terç d'Estrangers, d'on, pels seus contactes, el seu pare va aconseguir fer-lo tornar. El 1922 es va instal·lar en Graz (Àustria) a casa d'un familiar. El març de 1923, va tornar a Barcelona, ja que el seu pare, greument malalt, havia mort. Poc després, Alphonse partia a Zagreb per a allistar-se en la divisió d'infanteria del Reial Exèrcit Iugoslau. Vuit mesos més tard l'abandonava. De nou a Graz, va conèixer a Maria Luisa Preschern, amb la qual va contreure matrimoni el 1926. El matrimoni aviat va deixar Àustria i va posar rumb a Berlín, capital de la República de Weimar, epicentre de les avantguardes artístiques. Alphonse, que va declarar parlar set idiomes, havia rebut una educació acurada, era elegant, carismàtic, ben plantat, audaç i tenia enginy, per la qual cosa no va trigar a aconseguir treball com a músic en sales de ball, així com decorador en un moment de plena expansió immobiliària i en el qual l'escola Bauhaus era referent mundial en arquitectura, art i disseny. La fi d'aquesta etapa va arribar amb la gran crisi de 1929 i, sobretot, amb la fi de la República de Weimar. La pujada al poder d'Adolf Hitler el 1933, va comportar que les llibertats quedessin molt restringides, i l'arquitectura i l'art de la Bauhaus, no eren gens benvolgudes. A més, Hitler detestava el jazz. Amb l'inici d'aquest règim totalitari imposat pel Tercer Reich, Alphonse va buscar treball a Viena, Bèlgica i Luxemburg on va dirigir orquestres en sales de ball. Però, sense més possibilitats, va decidir el seu retorn a Barcelona on encara vivia la seva mare amb Eugenio que es defensava com a representant de material mèdic. Abans de sortir d'Alemanya, Laurencic va aconseguir que el diari Deutsche Allgemeine Zeitung li proporcionés una acreditació com a corresponsal i reporter gràfic per a representar, amb plens poders, els interessos del diari a l'estranger.
A la Ciutat Comtal, no va trigar a reprendre el seu treball com a director d'orquestres de ball i clubs de jazz; i no va trigar a muntar un reeixit grup: Els 16 artistes reunits (en la qual també exercia de promotor i mànager) que va actuar en els millors locals de Barcelona, aconseguint, així mateix, que la sala Dancing Oshima, la més exclusiva, freqüentada per l'aristocràcia, el nomenés director artístic i professor de l'orquestra. Tot anava bé per a Alphonse, vivia amb la seva dona en un agradable pis pròxim a l'habitatge de la seva mare en l'Eixample barceloní, tenia cotxe (llavors privatiu de les classes molt riques) i la premsa aclamava les actuacions d'Els 16 artistes reunits, conjunt que, el 1935, va fer una gira per Europa. Bona vida i èxit fins al 19 de juliol de 1936, data de l'inici del cop d'estat i de la Guerra Civil Espanyola així com de la fi d'Alphonse. L'endemà, el matí del 20, es va presentar voluntàriament en la Prefectura d'Ordre Públic oferint els seus serveis. Encara que va declarar ser un fidel servidor, la realitat és que l'inici de la contesa el tornava a deixar sense treball ja que, per més que era un músic degudament sindicat a la CNT-FAI i a la UGT, tots els espectacles van quedar suspesos i, més tard, van ser col·lectivitzades les sales de ball. Començava un moment molt difícil on tot escassejava i a Alphonse no li agradava passar estretors ni vestir com un obrer, segons els nous costums. Per això, no va tenir cap objecció a oferir la seva col·laboració davant el nou ordre. També temia que ho desposseïssin del seu cotxe, com no va trigar a succeir. Així i tot, amb Barcelona plena de visitants i atletes estrangers vinguts per a l'Olimpíada Popular, Laurencic va ser nomenat, segons la seva declaració, intèrpret oficial de la Comissaria d'Ordre Públic. Però l'Olimpíada va quedar suspesa i calia ajudar els estrangers a sortir del país proporcionant-los la documentació que precisessin. Tres mesos després va rebre, així mateix, l'encàrrec d'actuar com a agent de contraespionatge «agent S.S.I. núm. 29». Ocupacions que Alfonso va utilitzar per a vendre passaports falsos cobrant importants sumes de diners. A partir de juliol de 1937, Alphonse va ser detingut diverses vegades pel Servei d'Informació Militar (SIM). La primera, ell, la seva esposa i el seu germà Eugenio van ser portats a la txeca del Portal de l'Àngel i després a la del carrer Vallmajor. Cinc mesos més tard, sense Maria Luisa, els dos germans van ser traslladats a la txeca del monestir de Santa Úrsula de València i després al camp de treball de Sogorb.
Des de la primera detenció, la història d'Eugenio, feble en qualsevol sentit, també en el físic, ja que patia una lleu sordesa, anirà lligada a la del seu germà gran. Melitta, la mare, des de l'inici de la guerra, va viure a Alemanya fins al final del conflicte. L'abril de 1938, Alfonso i Eugenio van ser portats de nou a la txeca de Vallmajor, on, una vegada més, Alphonse va oferir els seus serveis a Santiago Garcés, cap suprem de l'SIM. Es tractava de sobreviure de la millor manera possible, fins i tot de sortir amb vida. Aquesta vegada es va vendre com a arquitecte, una titulació que no posseïa. Però sabia defensar-se en el dibuix, i Garcés el va nomenar arquitecte de la secretaria particular, sent la primera missió fer noves cel·les de càstig a imatge i semblança de les presons de Stalin, encàrrec en el qual Laurencic es va bolcar: l'altura del sostre d'aquestes masmorres revestides de quitrà era de 2 metres, 2,50 metres de llarg i 1,50 d'ample, els llits molt estrets eren de ciment inclinat, en el sòl es van col·locar maons de cant perquè no es pogués caminar, va posar un metrònom amplificat a diferents velocitats, així com un rellotge que avançava cada dia quatre hores per a desorientar encara més al presoner sense oblidar els famosos dibuixos psicotècnics en les parets de les cel·les, dibuixos inspirats en Malèvitx, Paul Klee o Kandinski, artistes de la Bauhaus. Un altre disseny van ser les cel·les-armari en les quals el pres estava assegut en un seient inclinat i prou alt perquè només pogués donar suport a la punta dels dits dels peus, així com dues taules entre les cames i davant del pit que impedien qualsevol moviment; el sostre, que era graduable, el rebaixaven a mesura perquè el pres no pogués redreçar el cos la postura del qual l'obligava a suportar un potent focus a l'altura dels ulls. Després de passar unes hores en aquestes cel·les, els presoners, molt afeblits, eren cruelment interrogats; interrogatoris en els quals Laurencic mai va participar. Si bé ell mateix va dir en el judici que la sort d'aquests detinguts "francament" no li importava.
Amb el projecte d'aquestes cel·les, Alphonse i el seu germà van obtenir la "llibertat vigilada". I la seva eficàcia va ser premiada, així mateix, amb més encàrrecs, no sols fent més cel·les de càstig al carrer Saragossa, sinó fent diversos treballs, inclosa la decoració dels habitatges dels alts caps de l'SIM. Un privilegi que no els va durar molt ja que l'ús i repartiment que Alphonse feia dels fons destinats a la realització de les obres, així com els béns que va treure d'edificis expropiats, li van suposar noves detencions. L'última, el 31 d'agost de 1938, dia en què amb el seu germà va ser conduït al monestir del Collell habilitat com a presó. Delmat i en retirada l'exèrcit del Front Popular, les tropes nacionals van avançar sobre Catalunya de sud a nord. Així van arribar a Figueres i al monestir. Molts republicans i brigadistes internacionals ja ho havien abandonat fugint a França. Només van quedar els que per salut no van poder fer-ho, els presos del bàndol nacional i els germans Laurencic, que també haguessin pogut escapar. És possible que la raó per la qual Alphonse es va quedar no fos una altra que no deixar a la seva esposa sola a Barcelona, ja que és l'única persona per la qual va demostrar tenir càlids sentiments fins al final. Però de nou va sortir amb una argúcia més: va sol·licitar, sent austríac, ser posat a la disposició d'oficials alemanys "per als qui tenia importants dades". Lliurat a un oficial de la Legió Còndor, poc després ingressava en la presó Model de Barcelona on també va ser portat el seu germà. Tampoc es va lliurar la seva esposa, que va ingressar en la presó de les Corts.
Quatre mesos més tard, el 12 de juny, va tenir lloc el judici sumaríssim en el Palau de Justícia amb gran expectació. Alphonse va entrar segur, amb aplom, amb l'aire de superioritat i prepotència que sempre l'havia caracteritzat, probablement convençut que també sortiria d'aquesta situació mentint una vegada més i declarant que el seu propòsit sempre va ser "sabotejar la causa roja", així com ajudar als nacionals. Només a mesura que avançava el judici va comprendre que estava perdut. Li van deixar parlar hora i mitja que va utilitzar exposant arguments confusos. Encara que, digués el que digués, la seva sentència no podia ser benèvola ja que Franco no havia pogut donar, entre d'altres, amb Lev Nikolski, àlies d'Alexander Orlov, general soviètic i membre destacat de l'NKDV (policia secreta del Kremlin), que va fugir al Canadà. Ni amb l'espia i polític Ernő Gerő, responsable de l'NKDV a Barcelona, ni amb Santiago Garcés, que va fugir a França i després a Mèxic. Ni amb Walter, cap dels terribles interrogatoris. Ni, per descomptat, no va poder capturar a Juan Negrín, que va morir a París. Però tenia Laurencic, i per això va proclamar: "Tenim al responsable de les txeques a Barcelona". Quan li va ser comunicada la sentència a la pena capital, Laurencic va exclamar: "Aunque sé que voy a morir, ¡viva el Generalísimo Franco!". El dia abans de ser ajusticiat, es va confessar, va combregar i va escriure una carta a la seva dona. A primera hora del 9 de juliol de 1939 va ser traslladat al Camp de la Bota, on el van afusellar sense deixar que li embenessin els ulls i fent la salutació nacional: braç enlaire. El seu cos va ser enterrat en el Fossar de la Pedrera. Setmanes abans havia enviat a la seva esposa un dibuix del seu rostre amb una dedicatòria: "Meri, lejos de los ojos/ Lejos del corazón.../La excepción soy yo...". Alfonso, Presó Model, 17 de maig de 1939.
Maria Luisa Preschern va sortir de la presó de les Corts el 12 de febrer de 1940. Va viure amb la mare d'Alphonse fins que ella va morir; mai es va tornar a casar, va treballar per a una acomodada família barcelonina que el va ajudar al fet que el govern alemany li assignés una pensió vitalícia. Eugenio va sortir de la presó Model el 13 de febrer de 1940. L'últim rastre conegut és que, encara solter, residia a Zúric des d'on, el febrer de 1948, es va dirigir al port francès de Le Havre per a viatjar en el vapor Groix rumb a Buenos Aires.